# سيث روبرتس
سيث روبرتس (بالإنجليزية: Seth Roberts)‏ هو عالم نفس وبروفيسور واخصائي تغذية أمريكي، ولد في 17 أغسطس 1953، وتوفي في 26 أبريل 2014 في بيركيلي في الولايات المتحدة.